# The Black Waltz
The Black Waltz četvrti je studijski album finskog melodičnog death metal sastava Kalmah. Album je 22. veljače 2006. godine objavila diskografska kuća Spikefarm Records.

## O albumu
Ovo je prvi album sastava na kojem je klavijature svirao Marco Sneck. Na albumu se grupa približuje i žanru thrash metala, koji se navodi kao glavni glazbeni utjecaj braće Kokko. U usporedbi s višim growlovima na prethodnim uradcima sastava, vokali na The Black Waltzu izmijenjeni su u dublje, death vokale.
Ime instrumentala "Svieri Doroga" kombinacija je naziva prvog demouratka Svieri obraza i skladbe na tom demu pod nazivom "Vezi doroga". Ime naslovne skladbe i albuma potječe od pjesme koja je izvorno bila snimljena deset godina prije, kada se grupa još nazivala "Ancestor". Tim je pjesmama zajedničko samo ime te nisu povezane ni na koji drugi način.
Glazbeni spot za pjesmu "The Groan of Wind" prikazuje članove sastava kako sviraju unutar špilje, kao i izmjenjujuće snimke dječaka i djevojčice koji trče od svojih opsjednutih članova obitelji. Kasnije ih spašava unakaženi starac, Swamplord (Gospodar močvare odnosno Odin), čija se slika nalazi na naslovnici albuma.

## Popis pjesama
Tekstovi: Pekka Kokko, osim pjesme "Mindrust" koju je napisao zajedno s Anttijem Kokkom. 
| 1.    | »Defeat«                       | A. Kokko, P. Kokko       | 5:32 |
| 2.    | »Bitter Metallic Side«         | A. Kokko                 | 4:27 |
| 3.    | »Time Takes Us All«            | Marco Sneck              | 4:22 |
| 4.    | »To the Gallows«               | P. Kokko                 | 4:40 |
| 5.    | »Svieri doroga« (instrumental) | A. Kokko                 | 1:08 |
| 6.    | »The Black Waltz«              | A. Kokko                 | 4:37 |
| 7.    | »With Terminal Intensity«      | Sneck                    | 4:56 |
| 8.    | »Man of the King«              | A. Kokko, P. Kokko, Lede | 4:02 |
| 9.    | »The Groan of Wind«            | A. Kokko, P. Kokko       | 5:02 |
| 10.   | »Mindrust«                     | Sneck                    | 4:06 |
| 11.   | »One from the Stands«          | A. Kokko, P. Kokko       | 4:32 |
| 47:24 |                                |                          |      |

## Zasluge
| Kalmah - Pekka Kokko – vokali, gitara - Antti Kokko – gitara - Marco Sneck – klavijature - Lede – bas-gitara - Janne Kusmin – bubnjevi | Ostalo osoblje - Ahti Kortelainen – snimanje, miksanje - Mika Jussila – mastering - Vesa Ranta – naslovnica, omot albuma, fotografija |